# Ettrick (hrabstwo Trempealeau)
Ettrick – wieś w Stanach Zjednoczonych, w stanie Wisconsin, w hrabstwie Trempealeau.